# Cyclorrhapha

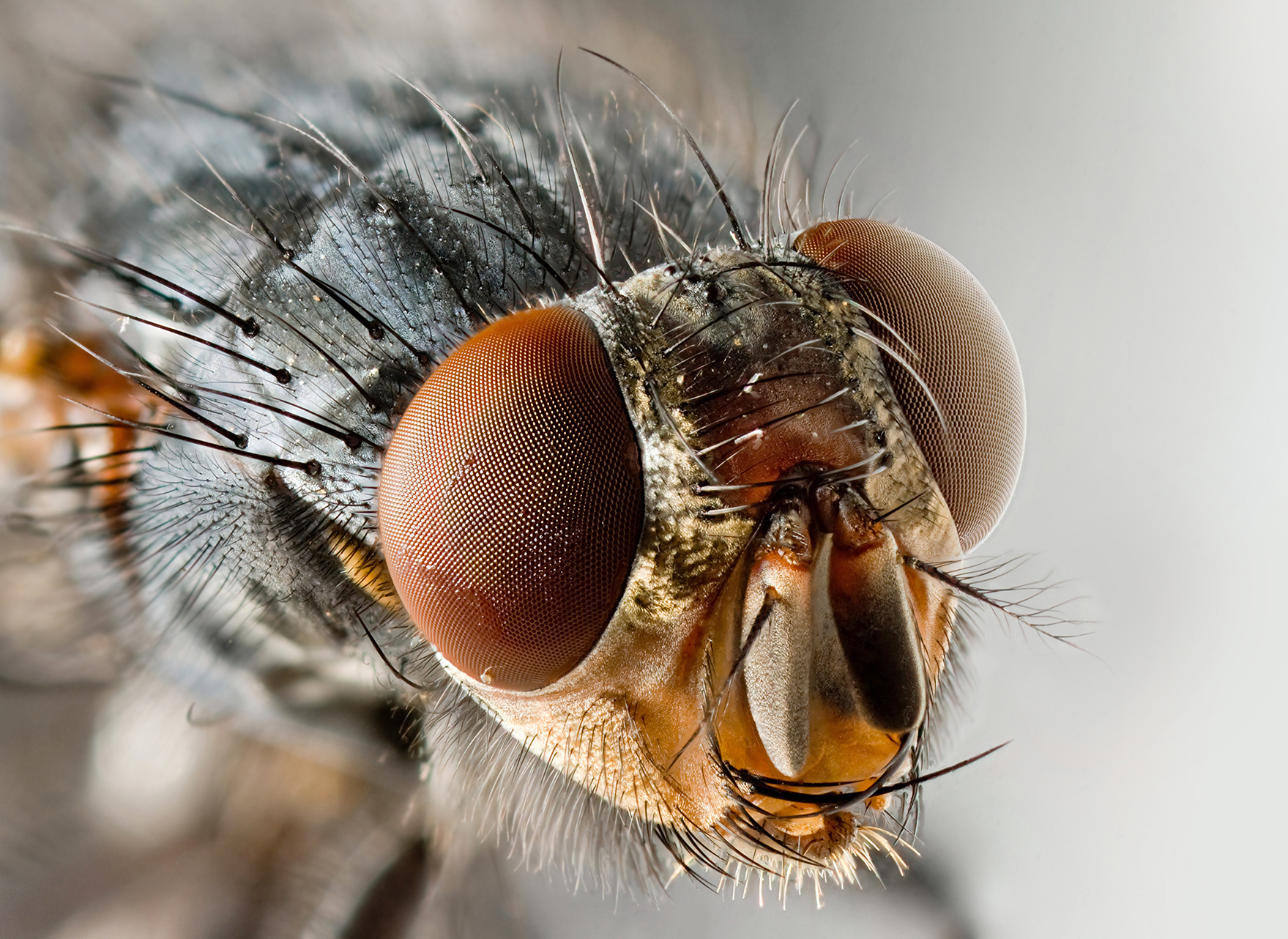
Musca domestica (cabeça).

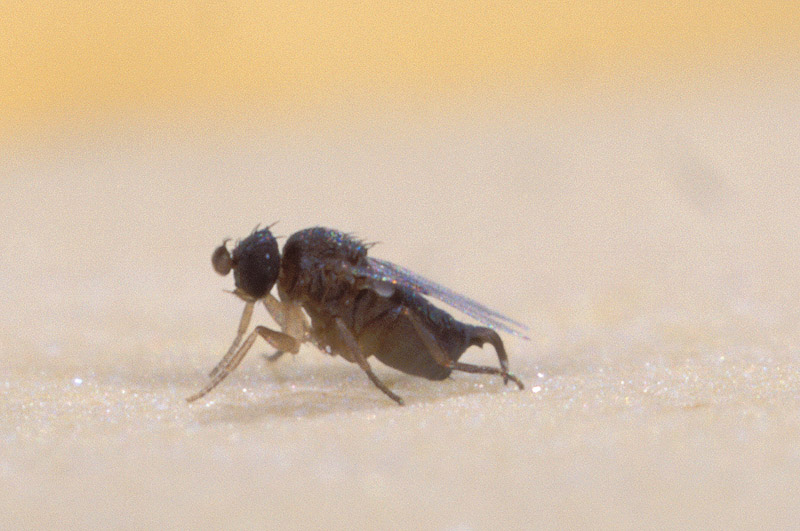
Phoridae.

Cyclorrhapha (do grego: κύκλος (cyclos) = 'circular' + ῥαφή (raphe) = 'costura, sutura') é um nome circunscricional historicamente usado para designar uma infraordem dos Brachycera, uma das duas subordens nas quais é tradicionalmente dividida a ordem Diptera, as moscas, que incluía as espécies cuja pupa emerge da exúvia do pupário por um orifício circular (em anteposição aos Orthorrhapha, as espécies que emergem por um rasgo lateral). Como a investigação filogenética demonstrou que o grupo Orthorrhapha é parafilético, não havendo assim uma razão sólida para a divisão nos dois grupos tradicionais, a designação foi abandonada progressivamente ao longo das últimas décadas, estando efectivamente obsoleta sob o ponto de vista taxonómico por ser considerada um sinónimo taxonómico de Muscomorpha. Contudo, para além das obras mais antigas que contêm o nome, continua a ser frequentemente usada em catálogos, checklists e em obras de divulgação.

## Descrição e biologia
As principais características que distinguem o Cyclorrapha estão configurados na morfologia das larvas, na etologia da fase de pupa, no mecanismo de saída do adulto e, finalmente, em algumas características morfológicas relacionadas com a fase adulta.
As chaves morfológicas fundamentais para a distinção de Cyclorrapha dos outros Diptera, são a formação das crisálidas e o mecanismo de emergênca do adulto. A crisálidas é formada num invólucro de forma elipsoidal, a pupa, formado por uma transformação de 'exúvia última fase larval. Proteções similares derivados da exúvia de larva madura, também são encontrados em outros Diptera: a generalidade dos Stratiomyomorpha e Scatopsoidea e, ocasionalmente, em algumas famílias Bibionomorpha (Bibionidae e Cecidomyiidae). Essas proteções, no entanto, têm características diferentes das da pupa dos Cyclorrapha e as semelhanças não têm base filogenética.
Uma segunda característica que distingue o Cyclorrapha dos outros dípteros consiste no mecanismo de emergência do adulto: esta é conseguida por uma abertura circular numa extremidade da pupa, em vez de uma abertura longitudinal da exúvia pupal.

## Famílias
O agrupamento Cyclorrhapha é um dos mais ricos em termos de biodiversidade, englobando cerca de 90 famílias, o que representa mais da metade do total dos Diptera. O agrupamento inclui as seguintes famílias:
- Lonchopteridae
- Phoridae
- Platypezidae
- Pipunculidae
- Syrphidae
- Conopidae
- Lonchaeidae
- Tephritidae
- Tachiniscidae
- Pyrgotidae
- Platystomatidae
- Otitidae
- Piophilidae
- Richardiidae
- Neriidae
- Micropezidae
- Cypselosomatidae
- Tanypezidae
- Diopsidae
- Heteromyzidae
- Psilidae
- Sciomyzidae
- Sepsidae
- Dryomyzidae
- Coelopidae
- Chamaemyiidae
- Lauxanidae
- Heleomyzidae
- Sphaeroceridae
- Chyromyidae
- Rhinotoridae
- Opomysidae
- Odiniidae
- Aulacigastridae
- Anthomyzidae
- Asteiidae
- Clusiidae
- Agromysidae
- Periscelididae
- Milichiidae
- Carnidae
- Braulidae
- Curtonotidae
- Drosophilidae
- Ephydridae
- Diastatidae
- Cryptochetidae
- Tethinidae
- Canacidae
- Chloropidae
- Camillidae
- Mormotomyiidae
- Scathophagidae
- Anthomyiidae
- Fannidae
- Muscidae
- Calliphoridae
- Bengaliidae
- Sarcophagidae
- Rhinophoridae
- Tachinidae
- Glossinidae
- Hippoboscidae
- Streblidae
- Nycteribiidae
- Oestridae
- Gasterophilidae